# Timm og Gordon
Timm og Gordon er et dansk komikerpar bestående af Timm Vladimir og Gordon Kennedy, begge uddannede skuespillere ved Skuespillerskolen ved Aarhus Teater. De fik deres folkelige gennembrud i tv-ungdomsprogrammet Transit, hvor især deres godnathistorier fængede med den faste udgangsreplik: "Godnat og sov godt".
Siden har de sammen blandt andet lavet tv-sketch-programmet Vladimir & Kennedy og underholdningsprogrammet Tab og Vind med Gordon & Timm. Underholdningsprogrammet blev stoppet, da Timm og Gordon blev afsløret i blandt andet at have brugt statister som deltagere. De lavede også spillefilmen Stjerner uden hjerner i 1997. Den fik katastrofale anmeldelser og blev kun set af 756 mennesker i biografen. Den er samtidig #45 på IMDB's liste over de 100 værste film i verden (marts 2014)
I 1995 udgav de singlen "Tør Du La' Vær'?" som en parodi på generiske Melodi Grand Prix-sange. Sangen var oprindeligt skrevet i alvor af Gordon Kennedy i 1984 for at komme med til Dansk Melodi Grand Prix. Sangen nåede fire uger som #1 på Tracklisten i 1995. Samme år udgav de også sangen "21 Go'nat historier" som nåede 6 uger på samme liste.
I 1996 udgav de sangen "Gibberish" under navnet T'N'G, der var en parodi på 90'ernes eurodance numre. Sangen lå på Tjeklisten i 10 uger, og toppede som #1 i uge 18 og 19. Den var også på toppen af hitlisten i musikprogrammet Puls.
I 2011 optrådte duoen i et indslag til Zulu Comedy Galla, hvor de havde etableret en klinik for komikere, der skulle vænnes af med deres catchphrases.
I 2021 blev deres godnathistorier genoplivet i forbindelse med DR-programmet Danmark Griner.

## Filmografi
Tv
- Transit
- Vladimir & Kennedy
- Tab og Vind med Gordon & Timm

Film
- Stjerner uden hjerner (1997)

## Diskografi

### Timm og Gordon

#### Albums
- 21 Go´nat Historier (1995)
- Grete's Hits (1996)

#### Singler
- "21 Go´nat Historier" (1995) #1 på Tracklisten
- "Tør Du La' Vær'?" (1995) #1 på Tracklisten

### T'N'G

#### EP'er
- 6pac (1997)

#### Singler
- "Gibberish" (1996) #1 på Tjeklisten